# Monochamus leucosticticus
Monochamus leucosticticus är en skalbaggsart som beskrevs av Stefan von Breuning 1968. Monochamus leucosticticus ingår i släktet Monochamus och familjen långhorningar. Inga underarter finns listade i Catalogue of Life.